# Hosoi Heishū

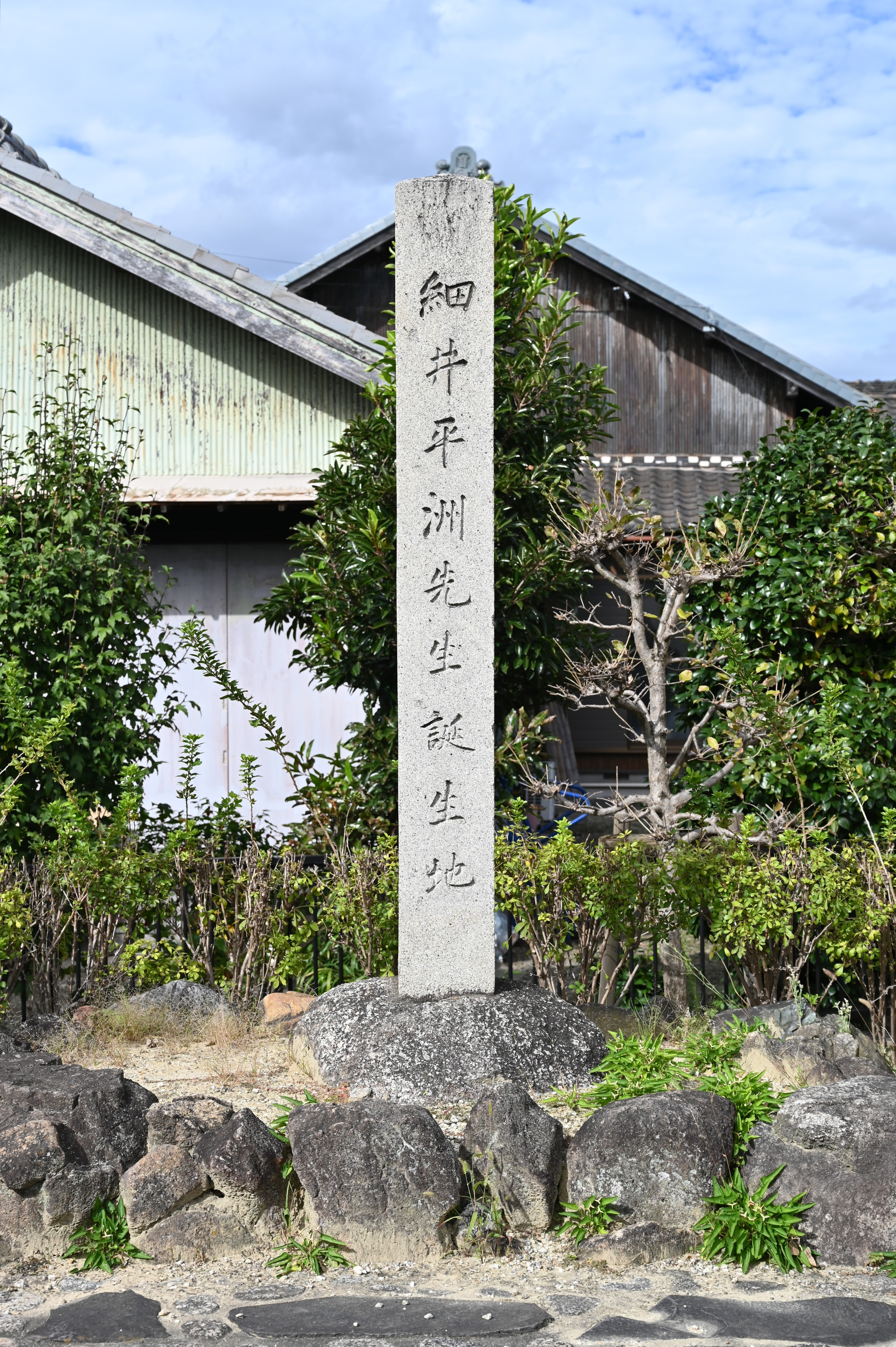
Geburtsplatz von Hosoi Heishū

Hosoi Heishū (japanisch 細井 平洲, eigentlich Tokumin Seikō; geboren 3. August 1728 in der Provinz Owari; gestorben 8. August 1801 daselbst) war ein japanischer konfuzianischer Gelehrter der eklektischen Schule in der späten Edo-Zeit.

## Leben und Wirken
Hosoi Heishū wurde als Sohn eines Bauern geboren. Gewöhnlich wurde er „Jinzaburō“ (甚三郎) genannt, war aber auch bekannt als „Nyorai Yamato“ (如来 山人). Er studierte bei dem eklektischen Gelehrten Nakanishi Tan’en (中西 淡淵; 1709–1752) in Nagoya und unterrichtete seine Schüler nach dessen Tod.
1745 besuchte Hosoi Nagasaki und lernte von den Chinesen Chinesisch. 1759; gründete er die Privatschule „Ōmeikan“ (嚶鳴館) in Edo. Zu seinen Schülern gehört Takayama Hikokurō (1774–1793). Er war der Autor von „Shikyō koden“ (詩経古伝, 1759) und „Ōmeikan shishū“ (嚶鳴館詩集, 1764) sowie von posthumen Werken wie „Tsuratsurafumi“ (つらつらふみ, 1802), „Ōmeikan ikō“ (嚶鳴館遺稿, 1809), „Ōmeikankan isō“ (嚶鳴館遺草, 1835) und „Heishū-sensei kankaishi“ (平洲先生感懐詩 – „Heishū-sensei“: Gedichte mit tiefen Gefühlen).
Hosoi zeichnete sich als Praktiker der Klan-Verwaltung aus und war eine große pädagogische Inspiration. Er ist berühmt als Gastlehrer von Tokugawa Harusada (徳川 治貞; 1728–1789), einem Mitglied des Saijō-Klans, und von Uesugi Harunori (上杉治憲), dem Feudalherrn des Yonezawa-Klans.
Hosois Erziehungstheorie, wie er sie in „Ōmeikankan isō“ darlegte, ist hervorragend und basiert auf seiner pädagogischen Praxis. In seinen späteren Jahren wurde er Direktor der Han-Schule „Meirindō“ (明倫堂) des Owari-Klans und beteiligte sich an der Verwaltung und Erziehung des Klans.